# ルイ・アシェット

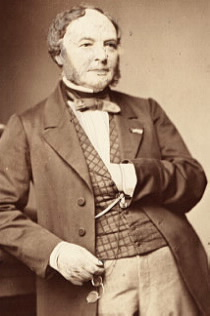
ルイ・アシェット（1854年）

ルイ・クリストフ・フランソワ・アシェット（Louis Christophe François Hachette 発音: [lwi kʁistɔf fʁɑ̃swa aʃɛt]、1800年5月5日 - 1864年7月31日）は、フランスの出版者である。学校教育の制度を改善するための書籍やその他の資料を制作することを目的として、パリに出版社を設立した。出版物は当初、古典を中心にしていたが、その後、あらゆる種類の書籍や雑誌に拡大していった。アシェットが設立した出版社は、現在では世界的な出版社となっている。

## 生涯
アシェットは、フランス・アルデンヌ県のルテルで生まれた。
1822年に教師になるために高等師範学校で3年間学んだが、政治的理由で学校を追放された。法律を学んだ後、1826年にパリのソルボンヌ大学の近くに書店「ブレディフ」(Brédif)を開いた。この店は、学校教育の改善と地域社会の文化向上のための作品を作ることを目的としていた。アシェットは、近代・古代言語の辞書、教育雑誌のほか、フランス・ラテン・ギリシャの古典に注釈をつけたものなど、さまざまなテーマの本を出版した。
1833年にギゾー法が制定され、全ての自治体に小学校の開設が義務付けられた。ルイ・アシェットは1829年からアルファベットの入門書を作っていたが、100万冊の教科書の需要に応えられるのは彼の会社だけだった。
1846年、L・アシェット商会が設立された。同年、エミール・リトレがアシェット社と辞書出版の契約を結び、1863年に最初の巻が出版された。
1852年、アシェット社は7つの鉄道会社と契約し、駅構内に書店を作った。鉄道利用者のための旅行ガイドのほか、ディケンズ、ネルヴァル、サンド、セギュール夫人の作品を含む子供向けシリーズ"Bibliothèque Rose"などの小説を販売した。
1855年、アシェット社は"Le Journal pour tous"を創刊し、週刊15万部を発行するようになった。1860年1月、アシェット社は週刊旅行雑誌『ル・トゥール・デュ・モンド』(Le Tour du Monde)を創刊した。
また、アシェットは、労働者階級の相互扶助協会の結成や、慈善団体の設立など、貧しい人々の救済に大きな関心を寄せており、様々な小冊子を執筆している。また、国際的な著作権問題の公正な解決にも力を注いだ。